# NSB BM 72
De BM 72 is een vierdelig elektrisch treinstel met lagevloerdeel voor het regionaal personenvervoer en lokaal personenvervoer voor de Norges Statsbaner (NSB). Het treinstel werd gebouwd door AnsaldoBreda.

## Geschiedenis
De Norges Statsbaner (NSB) plaatste in 1999 een bestelling van 36 en een optie van 14 treinen bij Ansaldo (sinds 2001 AnsaldoBreda). Deze treinen zouden de oudere treinen van het type BM 69 vervangen. Door technische problemen tijdens de aflevering van de eerste treinen werd afgezien van de optie. Wel werd in augustus 2008 bij Stadler Rail een bestelling van het type Flirt geplaatst.

## Constructie en techniek
Het treinstel is opgebouwd uit een aluminium frame. Het treinstel is uitgerust met luchtvering. Er kunnen tot vier eenheden gekoppeld worden. Een van de tussenwagens is voorzien van een lagevloerdeel.

## Treindiensten
De treinen van het type BM 72 worden door Norges Statsbaner gebruikt voor het lokaal personenvervoer:
- rond Oslo
- Jærbane: (Stavanger-Egersund).